# Christian Benford
Christian Benford (Baltimore, Maryland, 21 de septiembre de 2000) es un jugador profesional estadounidense de fútbol americano que se desempeña en la posición de cornerback en Buffalo Bills, equipo de la National Football League (NFL).

## Carrera
Fue seleccionado en la sexta ronda en la Reunión Anual de Selección de Jugadores de la NFL de 2022. Hizo su debut profesional con el equipo Buffalo Bills, donde lleva jugando dos temporadas.